# Atractodes albovinctus
Atractodes albovinctus là một loài tò vò trong họ Ichneumonidae.